# Wildland
Pour plus de détails, voir Fiche technique et Distribution.
Wildland (Kød & Blod) est un thriller danois co-écrit et réalisé par Jeanette Nordahl, sorti en 2020.

## Synopsis
À la suite de la mort brutale de sa mère dans un accident de voiture, une adolescente introvertie, Ida, est obligée d'emménager chez sa tante et ses trois cousins. D'abord chaleureusement accueillie par sa nouvelle famille, la jeune fille se rend compte rapidement que leur mère est une véritable matriarche d'un dangereux clan criminel spécialisé dans le racket dont elle devient aussitôt le témoin de leurs crimes avant d'en être une complice directe... 

## Fiche technique
- Titre original : Kød & Blod
- Titre international : Wildland
- Réalisation : Jeanette Nordahl
- Scénario :  Ingeborg Topsøe et Jeanette Nordahl
- Photographie : David Gallego
- Montage : Michael Aaglund
- Musique : Puce Mary
- Production : Eva Jakobsen, Mikkel Jersin et Katrin Pors
- Sociétés de production :  Snowglobe Films, Det Danske Filminstitut, Danmarks Radio et FilmFyn
- Société de distribution : Scanbox Entertainment
- Pays d'origine :  Danemark
- Format : couleur — 35 mm
- Genre : comédie dramatique
- Durée : 89 minutes
- Dates de sortie :
  - Danemark: 4 mars 2020
  - France : 14 juin 2021 (VOD)

## Distribution
- Sidse Babett Knudsen : Tante Bodil
- Sandra Guldberg Kampp (da) : Ida
- Joachim Fjelstrup (da) : Jonas
- Elliott Crosset Hove : David
- Besir Zeciri (da) : Mads
- Henrik Vestergaard Nielsen (da)
- Omar Shargawi (da) : Omar
- Sofie Torp : Marie
- Carla Philip Røder (da) : Anna
- Benjamin Kitter (da) : Jonathan
- Frida Sejersen : Sofia
- Marie Knudsen Fogh : Sarah